# Scopula nigerrima
Scopula nigerrima är en fjärilsart som beskrevs av Hans Rebel 1915. Scopula nigerrima ingår i släktet Scopula och familjen mätare. Inga underarter finns listade.